# Cole Swider
Cole Alexander Swider, né le 8 mai 1999 à Portsmouth dans l'État de Rhode Island, est un joueur américain de basket-ball évoluant aux postes d'ailier et ailier fort.

## Biographie
Non choisi lors de la draft 2022, il signe quelque temps plus tard un contrat two-way avec les Lakers de Los Angeles.
En octobre 2023, il signe un contrat two-way avec le Heat de Miami.
En octobre 2024, il s'engage avec les Pistons de Détroit via un contrat two-way.

## Statistiques

### Universitaires
| Saison    | Équipe    | Matchs | Titul. | Min./m | % Tir | % 3pts | % LF | Rbds/m. | Pass/m. | Int/m. | Ctr/m. | Pts/m. |
| --------- | --------- | ------ | ------ | ------ | ----- | ------ | ---- | ------- | ------- | ------ | ------ | ------ |
| 2018-2019 | Villanova | 21     | 0      | 9.6    | .375  | .283   | .632 | 1.2     | .6      | .1     | .0     | 3.5    |
| 2019–20   | Villanova | 31     | 15     | 18.5   | .442  | .352   | .667 | 2.9     | .6      | .2     | .3     | 6.1    |
| 2020–21   | Villanova | 25     | 2      | 18.9   | .426  | .402   | .750 | 2.8     | 1.1     | .5     | .1     | 5.7    |
| 2021–22   | Syracuse  | 33     | 33     | 34.5   | .440  | .411   | .866 | 6.8     | 1.4     | 1.0    | .4     | 13.9   |
| Carrière  | Carrière  | 110    | 50     | 21.7   | .432  | .381   | .794 | 3.7     | .9      | .5     | .2     | 7.8    |